# River Plate vs. Santa Fe (Copa Libertadores 2021)
River Plate vs. Independiente Santa Fe fue un partido de fútbol disputado el 19 de mayo de 2021 por fase de grupos entre el Club Atlético River Plate de Argentina contra Independiente Santa Fe de Colombia por la Copa Libertadores 2021, que culminó con un marcador 2-1 a favor del equipo local.
El encuentro fue especial y catalogado como histórico ya que River Plate llegó a dicho partido con 20 bajas (incluyendo todos sus arqueros) por COVID-19 y 2 bajas por lesión. Aun así, y a pesar de ser uno de los lesionados, el mediocampista Enzo Pérez se predispuso a disputar el partido en la posición de arquero con lo cual el equipo local pudo completar un 11 inicial alternativo, contando con solo 2 jugadores del equipo titular, River también tendría a los debutantes Tomás Lecanda y Felipe Peña Biafore entre sus filas. El Millonario no tenía recambio en el banco de suplentes, por lo cual tuvo que disputar los 90 minutos con los mismos jugadores.

## Desarrollo
Al comenzar el partido, y contra todo pronóstico, el equipo local logró ponerse en ventaja rápidamente con goles de Fabrizio Angileri a los 3 minutos y Julián Álvarez a los 6 minutos. Luego de ello, como era de esperarse, el equipo visitante mantuvo el control de la pelota la mayor parte del tiempo, aunque Leandro Castellanos evitó la tercera caída de su arco promediando el final de la primera parte. River pudo controlar bien el partido, mientras que Santa Fe no logró generarle peligro al arquero improvisado por lo cual el primer tiempo acabó con ventaja para el elenco local por 2-0.
Ya en el segundo tiempo, y gracias al recambio con el que contaba el visitante, el conjunto colombiano controló claramente el partido aunque tampoco lograba profundizar, hasta que en el minuto 73, en desborde por izquierda y luego de un centro raso atrás, Kelvin Osorio logró descontar y poner el partido 2-1. A pesar de esto, el equipo local no desesperó y continuó, desde la desventaja obvia, controlando el partido como podía hasta el pitazo final.

## Ficha del partido
| 24         | Guardameta     | Enzo Pérez          |  |
| 21         | Defensa        | Tomás Lecanda       |  |
| 4          | Defensa        | Jonatan Maidana     |  |
| 6          | Defensa        | David Martínez      |  |
| 20         | Centrocampista | Milton Casco        |  |
| 10         | Centrocampista | Jorge Carrascal     |  |
| 28         | Centrocampista | Felipe Peña Biafore |  |
| 26         | Centrocampista | José Paradela       |  |
| 3          | Centrocampista | Fabrizio Angileri   |  |
| 9          | Delantero      | Julián Álvarez      |  |
| 27         | Delantero      | Agustín Fontana     |  |
| Entrenador | Entrenador     | Marcelo Gallardo    |  |

| 22         | Guardameta     | Leandro Castellanos |     |
| 2          | Defensa        | Fainer Torijano     |     |
| 24         | Defensa        | Jeison Palacios     |     |
| 25         | Defensa        | Alejandro Moralez   |     |
| 27         | Centrocampista | Alexander Porras    |     |
| 14         | Centrocampista | Leonardo Pico       |     |
| 18         | Centrocampista | Daniel Giraldo      | 60' |
| 11         | Centrocampista | Jhon Arias          |     |
| 10         | Centrocampista | Jhon Velásquez      | 46' |
| 6          | Centrocampista | Jersson González    | 46' |
| 9          | Delantero      | Jorge Ramos         | 85' |
| Entrenador | Entrenador     | Harold Rivera       |     |

|  |
|  |
|  |
|  |

| 19 | Delantero      | Diego Valdés Giraldo | 46'     |
| 13 | Centrocampista | Kelvin Osorio        | 46'     |
| 7  | Centrocampista | Sherman Cárdenas     | 60' 85' |
| 15 | Delantero      | Hollman McCormick    | 85'     |
| 16 | Centrocampista | Auli Oliveros        | 85'     |

| Anotado | 3' | Fabrizio Angileri | 1−0 |
| Anotado | 6' | Julián Álvarez    | 2−0 |

| Anotado | 73' | Kelvin Osorio | 2−1 |

| Amonestado | 60' | Daniel Giraldo    |
| Amonestado | 64' | Jorge Ramos       |
| Amonestado | 83' | Alejandro Moralez |

| Árbitro             | Víctor Hugo Carrillo |
| Árbitros asistentes | Johnny Bossio        |
| Árbitros asistentes | Raúl López           |
| Cuarto árbitro      | Michael Espinoza     |

| 24         | Guardameta     | Enzo Pérez          |  |
| 21         | Defensa        | Tomás Lecanda       |  |
| 4          | Defensa        | Jonatan Maidana     |  |
| 6          | Defensa        | David Martínez      |  |
| 20         | Centrocampista | Milton Casco        |  |
| 10         | Centrocampista | Jorge Carrascal     |  |
| 28         | Centrocampista | Felipe Peña Biafore |  |
| 26         | Centrocampista | José Paradela       |  |
| 3          | Centrocampista | Fabrizio Angileri   |  |
| 9          | Delantero      | Julián Álvarez      |  |
| 27         | Delantero      | Agustín Fontana     |  |
| Entrenador | Entrenador     | Marcelo Gallardo    |  |

| 22         | Guardameta     | Leandro Castellanos |     |
| 2          | Defensa        | Fainer Torijano     |     |
| 24         | Defensa        | Jeison Palacios     |     |
| 25         | Defensa        | Alejandro Moralez   |     |
| 27         | Centrocampista | Alexander Porras    |     |
| 14         | Centrocampista | Leonardo Pico       |     |
| 18         | Centrocampista | Daniel Giraldo      | 60' |
| 11         | Centrocampista | Jhon Arias          |     |
| 10         | Centrocampista | Jhon Velásquez      | 46' |
| 6          | Centrocampista | Jersson González    | 46' |
| 9          | Delantero      | Jorge Ramos         | 85' |
| Entrenador | Entrenador     | Harold Rivera       |     |

|  |
|  |
|  |
|  |

| 19 | Delantero      | Diego Valdés Giraldo | 46'     |
| 13 | Centrocampista | Kelvin Osorio        | 46'     |
| 7  | Centrocampista | Sherman Cárdenas     | 60' 85' |
| 15 | Delantero      | Hollman McCormick    | 85'     |
| 16 | Centrocampista | Auli Oliveros        | 85'     |

| Anotado | 3' | Fabrizio Angileri | 1−0 |
| Anotado | 6' | Julián Álvarez    | 2−0 |

| Anotado | 73' | Kelvin Osorio | 2−1 |

| Amonestado | 60' | Daniel Giraldo    |
| Amonestado | 64' | Jorge Ramos       |
| Amonestado | 83' | Alejandro Moralez |

| Árbitro             | Víctor Hugo Carrillo |
| Árbitros asistentes | Johnny Bossio        |
| Árbitros asistentes | Raúl López           |
| Cuarto árbitro      | Michael Espinoza     |

## Repercusiones
La noticia de la hazaña circuló a nivel mundial.
Posteriormente, y en parte, gracias a esta victoria en inferioridad de condiciones, River Plate logró avanzar a los Octavos de final de la Copa Libertadores 2021.